# Campus Geesseknäppchen
El Campus Geesseknäppchen es troba a la ciutat de Luxemburg, al sud de Luxemburg, i és compartit per diverses institucions acadèmiques.
El campus està situat al sud-oest de la ciutat, just al nord de la terminal de l'autopista A4. Es troba principalment al barri d'Hollerich, encara que la part occidental -incloent el Conservatori- es radica en Merl. Té forma més o menys com un triangle rectangle, mesura 800 metres d'est a oest al llarg de la hipotenusa, i 520 metres de nord a sud en la seva part màxima.
Geesseknäppchen és el lloc de:
- Ateneu de Luxemburg
- Conservatori de Luxemburg
- Escola Internacional de Luxemburg
- Liceu Aline Mayrisch
- Liceu Michel Rodange
- Liceu Tècnic Escola de Comerç i Gestió

El campus comparteix instal·lacions esportives, incloent una pista d'atletisme, cinc sales d'esports, una piscina olímpica i un camp de futbol.
L'Escola Complementària japonesa a Luxemburgo (ルクセンブルグ補習授業校Rukusenburugu Hoshu Jugyo Ko), va començar les seves operacions allà el 1991 i va dirigida a estudiants entre 6-15 anys.